# Trasfigurazione di Cristo (Giovanni Bellini Napoli)
La Trasfigurazione di Cristo è un dipinto del pittore veneziano Giovanni Bellini, realizzato circa nel 1478-1479 e conservato nel museo nazionale di Capodimonte a Napoli. L'opera è firmata IOANNES BELLI/NUS ME PINXIT sul cartellino appeso alla staccionata.

## Storia
L'opera proviene forse dalla cappella Fioccardo nel Duomo di Vicenza. La scritta in ebraico sul rotolo nella mano di Mosè permette di risalire alla data 1478-1479.

## Descrizione e stile
La tela raffigura l'episodio riportato nei vangeli in cui Cristo sul monte Tabor rivela la sua natura divina ai tre discepoli (Pietro, Giacomo e Giovanni), i quali sono rappresentati come folgorati dalla visione. Accanto al Cristo si sono infatti materializzati i profeti Elia e Mosè, simbolo dell'avverarsi delle profezie del vecchio testamento, secondo un'iconografia derivata dai Vangeli sinottici. Mosè ed Elia hanno in mano cartigli con scritte in ebraico. La composizione si basa su un'armonica simmetria, con figure possenti, ben evidenziate dai panneggi dai colori cangianti, quasi serici.
In fondo due edifici riproducono il Mausoleo di Teodorico e il campanile della Basilica di Sant'Apollinare in Classe a Ravenna, mentre a destra, sullo sfondo, dietro al grande albero in primo piano, sono presenti due figure umane di cui una raffigura un musulmano con il turbante bianco sul capo; esse stanno conversando e sembrano ignare dell'evento divino che si sta compiendo.
Le foglie dell'albero a destra e i volti di Pietro e Giacomo sono il risultato di un antico rifacimento. L'opera è di importanza capitale per la nuova sintesi tra prospettiva e geometricità alla Piero della Francesca e il naturalismo che proprio a Venezia si andava scoprendo in quegli anni, ben percepibile nello straordinario sfondo.
Nel cielo, in corrispondenza del volto luminoso di Cristo, sono raffigurate nuvole gonfie di vento da cui proviene la voce divina che lo proclama Figlio di Dio.
La scena è infatti ambientata in un ampio paesaggio veneto, con colline e montagne che si perdono lontane all'orizzonte e numerose tracce di serena presenza umana, come la città sulla destra, il castello e il pastore con le mucche al pascolo a sinistra. La fusione tra figure e paesaggio, grazie alla costruzione tramite colore e luce che nasconde la linea di contorno, raggiunge qui un'altissima intensità poetica. La luce calda e intensa infatti sembra far partecipare ogni dettaglio, con la sua radiosa bellezza, all'evento miracoloso. L'episodio sacro è raffigurato in una dimensione sospesa, che coinvolge direttamente lo spettatore. Diverso è invece il trattamento dello scosceso precipizio in primo piano, dove le rocce aspre e scheggiate ricordano la lezione di Andrea Mantegna.